# Diocèse de Szombathely
Le diocèse de Szombathely (latin : Dioecesis Sabariensis, hongrois : Szombathelyi egyházmegye) est situé à l'ouest de la Hongrie autour de la ville de Szombathely.

## Territoire

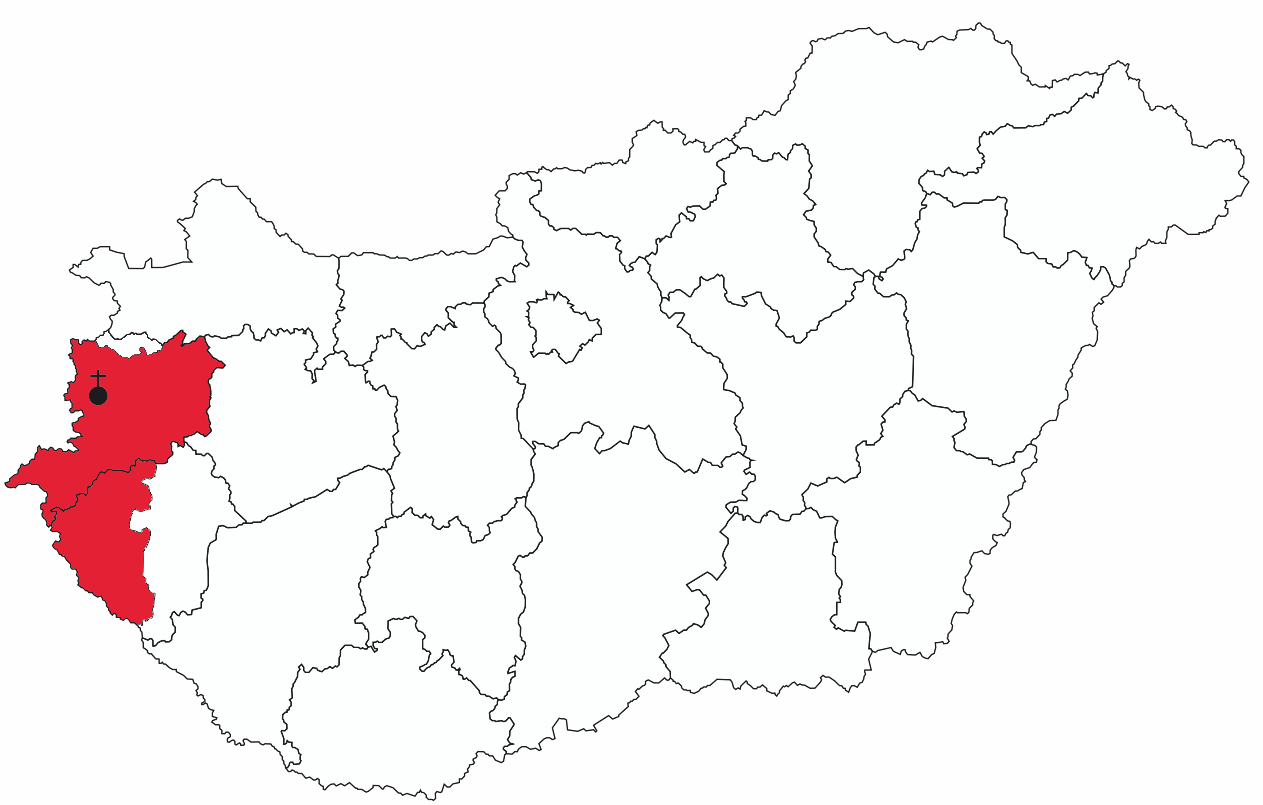
Localisation du diocèse.

Le diocèse comprend le comitat de Vas et une partie du celui de Zala.
Le siège de l'évêché est à Szombathely, où se trouve la cathédrale Notre-Dame-de-la-Visitation.
Le territoire couvre 4 660 km², et il est divisé en 71 paroisses. 

## Histoire
Le diocèse de Szombathely est créé le 17 juin 1777 à partir des archidiocèses de Veszprém et de Zagreb.

## Liste des évêques
- 1777–1799 János Szily (it)
- 1800–1804 Franziskus von Paula Herzan von Harras (cardinal)
- 1806–1822 Léopold Perlaki Somogy
- 1822–1844 Enrico Bőle
- 1844–1851 Gábor Balassa (hu)
- 1852–1869 Ferenc Szenczy (hu)
- 1869–1881 Imre Szabó (hu)
- 1882–1900 Kornél Hidasy
- 1901–1910 Vilmos István
- 1911–1936 János Mikes (hu)
- 1939–1943 József Grősz (en)
- 1944–1972 Sándor Kovács
- 1975–1986 Árpád Fábián (O. Praem.)
- 1987–2006 István Konkoly (hu)
- 2006–2016 András Veres (hu)
- 2017-...  János Székely (de)